# Museo Noruego del Glaciar
El Museo Noruego del Glaciar (en noruego: Norsk Bremuseum) es un museo situado en Fjærland, Sogn og Fjordane, Noruega que abrió en 1991.
El objetivo del museo es "recoger, elaborar y difundir el conocimiento sobre los glaciares y el clima". proporciona información sobre el glaciar Jostedal y el parque nacional Jostedalsbreen y contiene el Centro Climático Ulltveit-Moe. El museo está abierto todos los días desde abril hasta octubre. Se fundó como un proyecto conjunto entre la Asociación Noruega de Senderismo, la Sociedad Internacional de Glaciología, la Dirección General de Recursos Hídricos y Energía de Noruega, el Instituto Polar de Noruega, el Colegio Universitario de Sogn og Fjordane, la Universidad de Bergen y la Universidad de Oslo.
El edificio fue diseñado por Sverre Fehn, ganador del Premio Pritzker en 1997. En 2002 se decidió construir una extensión del museo, que también fue diseñada por Fehn.
En 2006 Sarner Ltd, una empresa británica de museos y atracciones, recibió el encargo de crear una exposición experimental sobre el cambio climático. La exposición Nuestro Frágil Clima fue inaugurada en julio de 2007 por el antiguo Vicepresidente de los Estados Unidos Walter Mondale.